# Finistériens
Albums de Miossec
Brest of
(2007) Chansons ordinaires
(2011)
Finistériens est le septième album studio de Christophe Miossec. Il est sorti le 14 septembre 2009 et est produit par Yann Tiersen. Les titres de cet album ont été présentés au début de l'année 2009 lors d'une mini-tournée commune.

## Liste des titres
| No  | Titre                   | Auteur                      | Durée |
| --- | ----------------------- | --------------------------- | ----- |
| 1.  | Seul ce que j'ai perdu  | Miossec / Miossec - Tiersen |       |
| 2.  | Les Joggers du dimanche | Miossec / Tiersen           |       |
| 3.  | À Montparnasse          | Miossec / Miossec - Tiersen |       |
| 4.  | Les Chiens de paille    | Miossec / Tiersen           |       |
| 5.  | CDD                     | Miossec / Miossec - Tiersen |       |
| 6.  | Nos plus belles années  | Miossec / Tiersen           |       |
| 7.  | Jésus au PMU            | Miossec / Miossec - Tiersen |       |
| 8.  | Haïs-moi                | Miossec / Miossec - Tiersen |       |
| 9.  | Fermer la maison        | Miossec / Tiersen           |       |
| 10. | Loin de la foule        | Miossec / Tiersen           |       |
| 11. | Une fortune de mer      | Miossec / Miossec - Tiersen |       |

## Classements
| Chart    | Meilleur classement | Nombre de semaines dans le Top 50 | Certification |
| -------- | ------------------- | --------------------------------- | ------------- |
| France   | 7                   | 20                                |               |
| Belgique | 9                   | 8                                 |               |
| Suisse   | 88                  | 1                                 |               |